# Laureà Barrau i Buñol
Laureà Barrau i Buñol (Barcelona, 27 de desembre de 1863 - Santa Eulàlia del Riu, Eivissa, 21 d'octubre de 1957) fou un pintor català.
Fill d'Antoni Barrau i Esplugas i Magdalena Buñol i Casamitjana naturals de Barcelona, va néixer al carrer Xuclà, 15-primer pis de Barcelona. Va aprendre sota les ordres d'Antoni Caba i de Gerôme. En els seus inicis artístics va realitzar obres de pintura històrica, com La rendició de Girona, realitzada vers el 1886. Més endavant va veure's influenciat pels pintors paisatgistes i va començar a realitzar obres fent servir com a temà la costa catalana, més concretament Caldetes i Tossa de Mar, entre d'altres. Va anar a Eivissa, on va pintar paisatges i va residir llargues temporades fins a la seva mort el 1957. La seva obra es va poder veure a exposicions a Nova York i Buenos Aires. L'ús de la llum a les seves obres el relaciona amb els treballs de Joaquim Sorolla i Bastida. El 1963 es va inaugurar a Santa Eulàlia del Riu un petit museu amb el seu nom, el Museu Barrau. A Catalunya, al Museu Nacional d'Art de Catalunya hi ha exposada la seva obra Solitud, pintada el 1891 i adquirida a la «Primera Exposició General de Belles Arts» de Barcelona el mateix any. També trobarem l'autor a Biblioteca Museu Víctor Balaguer, per exemple, Cap de cavall, entre d'altres. Igual que a la Casa Masó a Girona, on podem veure diverses pintures de l'artista.
A la Fundació Rafael Masó de Girona es conserva el quadre Músic Ambulant, pintat per Laureà Barrau el 1880.

## Referències

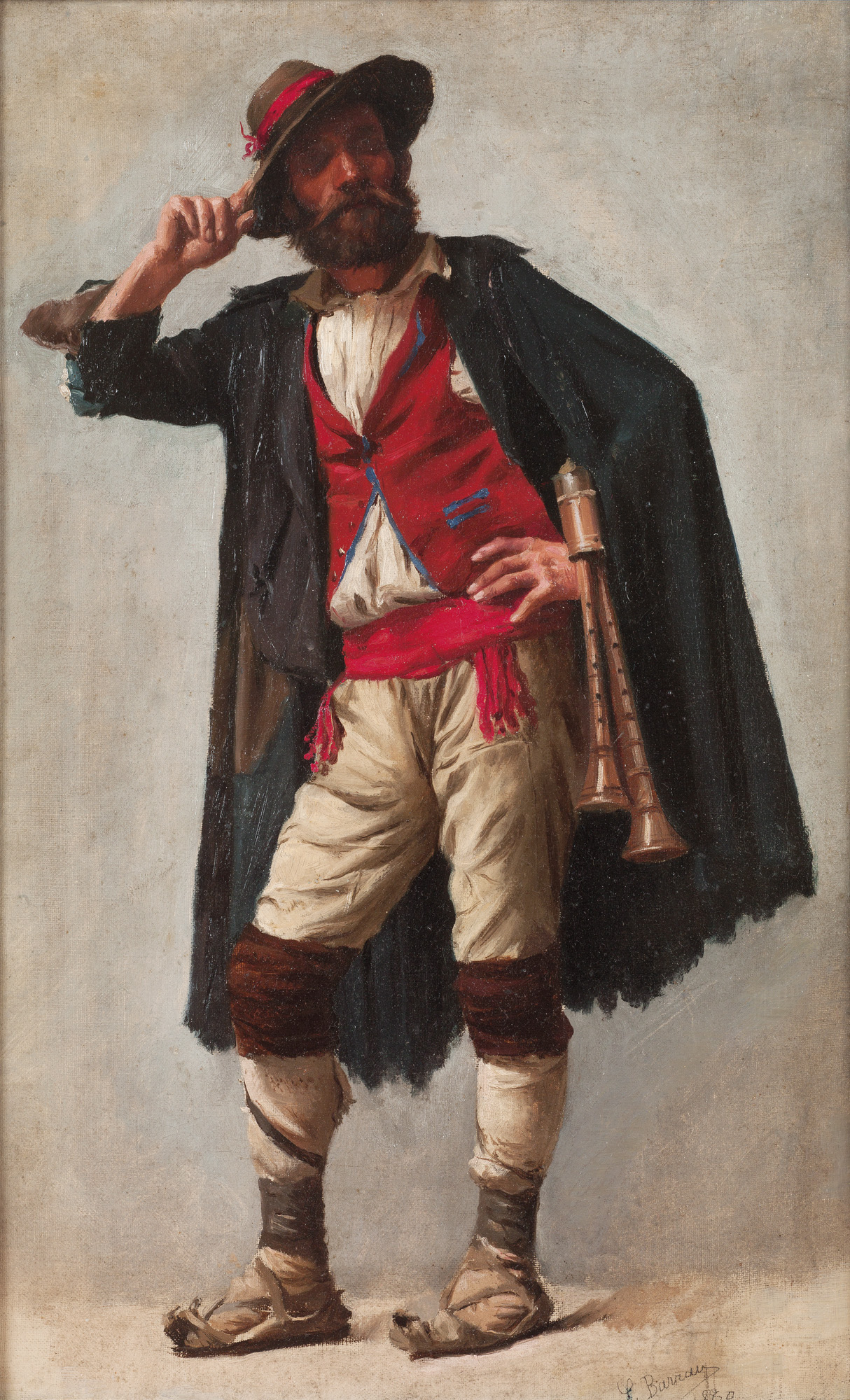
Laureà Barrau i Buñol, Músic ambulant (1880). Fundació Rafael Masó.